# إعادة تأهيل مهني
إعادة التأهيل المهني هي عملية تتيح للأشخاص ذوي الإعاقات الوظيفية والنفسية والتطورية والإدراكية والعاطفية أو ذوي الحالات الصحية إمكانية التغلب على الحواجز التي تمنعهم من الوصول إلى الوظائف أو المهن المفيدة الأخرى أو الحفاظ عليها أو الرجوع إليها.
وقد تتطلب إعادة التأهيل المهني مدخلات من مجموعة من محترفي الرعاية الصحية والتخصصات الأخرى غير الطبية مثل مستشاري عمالة المعاقين ومستشاري الوظائف. وقد تتضمن الأساليب المستخدمة:
- التقييم والتقدير وتقييم البرامج والبحث.
- تحديد الأهداف والتخطيط للتدخل.
- تقديم النصائح الصحية والدعم للمساعدة على العودة إلى العمل.
- الدعم للتحكم الذاتي في الحالات الصحية.
- إجراء تعديلات على التأثير الطبي والنفسي للإعاقة.
- إدارة الحالة وتحويلها وتنسيق الخدمات.
- وسائل التدخل النفسية.
- الاستشارات الوظيفية وتحليل الوظائف وتطوير الوظائف وخدمات التوظيف.
- التقييمات الوظيفية وتقييمات سعة العمل.[2]

غالبًا ما تتحكم معايير الممارسة في ممارسي إعادة التأهيل المهني. في المملكة المتحدة يتم وضع هذه المعايير بواسطة جمعية إعادة التأهيل المهني.